# Physalaemus centralis
Physalaemus centralis é uma espécie de anfíbio da família Leptodactylidae.
Pode ser encontrada nos seguintes países: Bolívia, Brasil e Paraguai.
Os seus habitats naturais são: savanas húmidas, matagal húmido tropical ou subtropical, campos de gramíneas de baixa altitude subtropicais ou tropicais sazonalmente húmidos ou inundados, marismas de água doce e marismas intermitentes de água doce.
Está ameaçada por perda de habitat.